# Campionati europei di ciclismo su strada 2019 - Cronometro femminile Junior
La cronometro femminile Junior dei Campionati europei di ciclismo su strada 2019, quindicesima edizione della prova, si disputò il 7 agosto 2019 su un percorso di 22 km con partenza ed arrivo ad Alkmaar, nei Paesi Bassi. La medaglia d'oro fu appannaggio dell'olandese Shirin van Anrooij, la quale completò il percorso con il tempo di 30'18"48, alla media di 44,3 km/h; l'argento andò alla russa Aigul Gareeva e il bronzo alla svedese Wilma Olausson.
Partenza con 43 cicliste, le quali 42 portarono a termine la competizione.

## Ordine d'arrivo (Top 10)
| Pos. | Corridore          | Squadra     | Tempo    |
| ---- | ------------------ | ----------- | -------- |
| 1    | Shirin van Anrooij | Paesi Bassi | 30'18"48 |
| 2    | Aigul Gareeva      | Russia      | a 3"     |
| 3    | Wilma Olausson     | Svezia      | a 42"    |
| 4    | Camilla Alessio    | Italia      | a 49"    |
| 5    | Leonie Bos         | Paesi Bassi | s.t.     |
| 6    | Sofia Collinelli   | Italia      | a 53"    |
| 7    | Tuva Byberg        | Norvegia    | a 55"    |
| 8    | Mie Saabye         | Danimarca   | a 1'03"  |
| 9    | Lucy Mayrhofer     | Germania    | a 1'12"  |
| 10   | Mariia Miliaeva    | Russia      | a 1'20"  |